# Elgoibar
Elgoibar é um município da Espanha na província de Guipúscoa, comunidade autónoma do País Basco, de área 39,11 km² com população de 10893 habitantes (2007) e densidade populacional de 268,33 hab/km².

## Demografia
| Variação demográfica do município entre 1991 e 2004 | Variação demográfica do município entre 1991 e 2004 | Variação demográfica do município entre 1991 e 2004 | Variação demográfica do município entre 1991 e 2004 |
| --------------------------------------------------- | --------------------------------------------------- | --------------------------------------------------- | --------------------------------------------------- |
| 1991                                                | 1996                                                | 2001                                                | 2004                                                |
| 11693                                               | 10989                                               | 10440                                               | 10524                                               |